# Palau-sator
Palau-sator – gmina w Hiszpanii, w prowincji Girona, w Katalonii, o powierzchni 12,43 km². W 2011 roku gmina liczyła 294 mieszkańców.